# توکای سیبری
توکای سیبری (نام علمی: Geokichla sibirica) یکی از اعضای خانواده توکایان (Turdidae) است. 
نام سردهٔ Geokichla از واژهٔ یونان باستان geo- به معنی زمین و kikhle به معنی توکا گرفته شده است. sibirica واژهٔ خاص لاتین برای سیبری است.
در تایگا در سیبری زادوولد می‌کند. به شدت مهاجر است و بیشتر پرندگان در زمستان به سوی جنوب شرقی آسیا حرکت می‌کنند. این یک سرگردان بسیار نادر در اروپای غربی است. بسیار پنهانکار است.
توکای سیبری از نظر اندازه شبیه توکای باغی است. همه‌چیزخوار است و طیف گسترده‌ای از حشرات، کرم‌های خاکی و انواع توت‌ها را می‌خورد.
یکی از ویژگی‌های برجسته برای شناسایی هر دو جنس در هنگام پرواز، نوار سیاه در زیر بال‌های سفید است، که این ویژگی با توکای پولکی مشترک است.